# Социалдемократическа партия на Швейцария
Социалдемократическата партия на Швейцария (на немски: Sozialdemokratische Partei der Schweiz; на романшки: Partida Socialdemocrata de la Svizra), наричана също Швейцарска социалистическа партия (на френски: Parti socialiste suisse; на италиански: Partito Socialista Svizzero), е лявоцентристка социалдемократическа политическа партия в Швейцария.
Тя е основана през 1888 г. и през по-голямата част от 20 век е най-голямата партия в страната. През 1990-те години отстъпва водещата си роля на дясната Швейцарска народна партия.
Традиционно Социалдемократическата партия на Швейцария има най-голямо влияние в протестантските френскоезични кантони, както и в големите градове.
На федералните избори през 2007 г. Социалдемократическата партия на Швейцария получава 19,5% от гласовете, 43 места в Националния съвет и 9 места в Съвета на щатите, през 2011 г. – 18,7% от гласовете и 46 места в Националния съвет, а през 2015 г. – 18,8% от гласовете и 43 депутатски места.